# Enicospilus ceciliae
Enicospilus ceciliae là một loài tò vò trong họ Ichneumonidae.